# Almeirim (São Tomé e Príncipe)
Almeirim é uma aldeia da Ilha de São Tomé de São Tomé e Príncipe.